# Erich Große

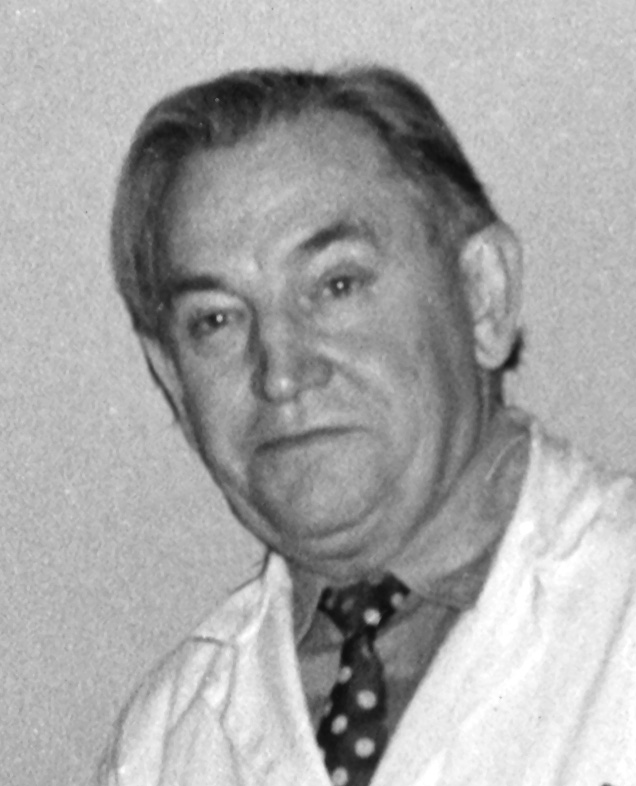
Erich Große

Erich Große (* 1. März 1925 in Dresden; † 19. März 2009 in Kamenz) war ein deutscher Pädagoge und Sachbuchautor.

## Leben
Erich Große wurde in Dresden geboren, wuchs allerdings in Kamenz auf, da sein Vater als Kasseninspektor in die damalige Amtshauptmannschaft Kamenz versetzt wurde. Das Abitur schloss Erich Große 1943 an der traditionsreichen Lessingschule in Kamenz ab. Nach Kriegsdienst und Gefangenschaft besuchte Große 1948 das Lehrerfortbildungsinstitut in Rochlitz. Ab 1949 war er Fachlehrer für Biologie und Chemie an der Grundschule in Bischheim und wechselte 1953 an die Erweiterte Oberschule „Lessingschule“ nach Kamenz. An der Pädagogischen Hochschule Potsdam erlangte er bis 1964 im Fernstudium die Lehrbefugnis für beide Fächer bis zur Abiturstufe. Er ging 1990 als Oberstudienrat in den Ruhestand. Auch nach dem 65. Lebensjahr wurde Erich Große noch mehrfach am Gymnasium Lessingschule eingesetzt, da in Kamenz in der Zeit kurz nach der politischen Wende ein Mangel an Fachlehrern für Chemie bestand.
Erich Große war verheiratet und hatte eine Tochter.
Bekannt wurde Erich Große weit über Deutschland hinaus als Autor von Sachbüchern. Zusammen mit seinem Freund, dem Physiker Christian Weißmantel, begründete er die Serie der … selbst-erlebt-Bücher, die zunächst im Rahmen der Schriftenreihe Das kannst auch Du im Verlag Neues Leben und seit 1965 im Urania Verlag erschienen. Allein das Buch Chemie selbst erlebt gab es in vier immer wieder neu bearbeiteten Auflagen im Urania Verlag und es wurde in Leipzig in 65.000 Exemplaren gedruckt. Außerdem erschienen Lizenzausgaben von Chemie selbst erlebt und Biologie selbst erlebt im Aulis Verlag Köln und bei der Buchgemeinde Wien, sowie Übersetzungen in mehrere Sprachen, unter anderem in Bulgarisch, Polnisch, Russisch und Tschechisch.

## Werke
- Chemie selbst erlebt. Berlin: Neues Leben, 1962. (Zweitautor Christian Weißmantel)
- Z chemią za pan brat. Warszawa: Iskry, 1963. (Zweitautor Christian Weißmantel)
- Biologie selbst erlebt. Leipzig: Urania, 1965.
- Chemie selbst erlebt. (2. erweiterte Auflage). Leipzig: Urania, 1968. (Zweitautor Christian Weißmantel)
- Biologie selbst erlebt. (2. Auflage). Leipzig: Urania, 1969.
- Biologie selbst erlebt. Wien: Die Buchgemeinde, 1969.
- Z biologią za pan brat. Warszawa: Iskry, 1969.
- Biologie selbst erlebt. (3. Auflage 21.–30. Tausend). Leipzig: Urania, 1972.
- Biologie selbst erlebt. Köln: Aulis-Verlag Deubner, 1973.
- Chemie selbst erlebt. (3. bearbeitete und ergänzte Auflage). Leipzig: Urania, 1974. (Zweitautor Christian Weißmantel)
- Z chemią za pan brat (Wyd. 2 popr. i uzup). Warszawa: Iskry, 1975. (Zweitautor Christian Weißmantel)
- Chemie selbst erlebt. Köln: Aulis-Verlag Deubner, 1975. (Zweitautor Christian Weißmantel), ISBN 3-7614-0214-7.
- Z biologią za pan brat (Wyd. 2 popr. i uzup). Warszawa: Iskry, 1976.
- Biologie selbst erlebt. (2. Auflage). Köln: Aulis-Verlag Deubner, 1976, ISBN 3-7614-0186-8.
- Chemie z vlastních pozorování. Praha: Státní Pedagogické Nakladatelství, 1977. (Zweitautor Christian Weißmantel)
- Der gestörte Kristall. Leipzig: Urania, 1979. (Zweitautor Christian Weißmantel)
- Chimmija za ljuboznatelni. Sofija: Nauka i Izkustvo, 1982. (Zweitautor Christian Weißmantel)
- Chemie selbst erlebt. (4. völlig neu bearbeitete Auflage, 41.–65. Tausend). Leipzig: Urania, 1982. (Zweitautor Christian Weißmantel)
- Chimija dlja ljuboznatel'nych. (2. russkoe izd.). Leningrad: Chimija, Leningradskoe Otdelenie, 1985. (Zweitautor Christian Weißmantel)
- Biologie im Experiment. Leipzig: Neumann, 1990, ISBN 3-7402-0064-2.
- Biologie im Experiment. Köln: Aulis-Verlag Deubner, 1990, ISBN 3-7614-1265-7.
- Der Kamenzer Stadtphysikus Johannes Franke und sein „Garten der Lausitz“. Beiträge zur Heimatkunde der Westlausitz (Heft 6, 1995)